# Isomyia versicolor
Isomyia versicolor är en tvåvingeart som först beskrevs av Jacques-Marie-Frangile Bigot 1877.  Isomyia versicolor ingår i släktet Isomyia och familjen Rhiniidae. Inga underarter finns listade i Catalogue of Life.